# Marc Michel
Marc Michel (Basse-Terre, 10 febbraio 1929 – Dreux, 3 novembre 2016) è stato un attore svizzero.

## Biografia
Attore teatrale e cinematografico attivo in Francia fin dal 1955, raggiunse la notorietà internazionale con il ruolo di co-protagonista nel film Il buco (1960) di Jacques Becker.
Significativa anche la sua partecipazione a un classico della cinematografia francese, Les Parapluies de Cherbourg (1964).
Lavorò anche in Italia a metà degli anni '60 in due film di Luigi Comencini e in uno di Mino Guerrini. A partire dagli anni '80 si dedicò soprattutto alla televisione e al teatro.
Morì il 3 novembre 2016 dopo una lunga malattia.

## Filmografia parziale
- Il buco (Le Trou), regia di Jacques Becker (1960)
- Lola - Donna di vita (Lola), regia di Jacques Demy (1961)
- La ragazza di Bube, regia di Luigi Comencini (1963)
- Les Parapluies de Cherbourg, regia di Jacques Demy (1964)
- Dossier 107, mitra e diamanti (Samba), regia di Rafael Gil (1965)
- Su e giù, regia di Mino Guerrini (1965)
- La bugiarda, regia di Luigi Comencini (1965)
- I mercenari muoiono all'alba (Capitaine Singrid), regia di Jean Leduc (1968)
- Katmandu (Les chemins de Katmandou), regia di André Cayatte (1969)
- Follia dei sensi (Le Coeur fou), regia di Jean-Gabriel Albicocco (1970)
- Non c'è fumo senza fuoco (Il n'y a pas de fumée sans feu), regia di André Cayatte (1973)
- Una domenica da poliziotto (Un Dimanche de flic), regia di Michel Vianey (1983)

## Doppiatori italiani
- Massimo Turci in Il buco
- Renzo Palmer in La bugiarda